# Rafah
Rafah (in arabo رفح‎?, Rafaḥ) è una città palestinese nel Sud della Striscia di Gaza. È capoluogo dell'omonimo governatorato e situata a 30 chilometri (19 mi) a sud di Gaza, sul confine con l'Egitto (valico di Rafah). La popolazione è di 171 899 abitanti (2017), in gran parte composta da rifugiati palestinesi ospitati in due campi profughi, il campo Canada (As-Sultan) a nord e il campo Rafah a sud.
Quando Israele si ritirò dal Sinai nel 1982, la città di Rafah fu divisa in una parte di Gaza e in una parte egiziana, dividendo le famiglie, separate da barriere di filo spinato. Il centro della città fu distrutto da Israele ed Egitto per creare una zona cuscinetto.
Rafah è il sito del valico di frontiera di Rafah, l'unico punto di attraversamento tra l'Egitto e lo Stato di Palestina. L'unico aeroporto di Gaza, l'aeroporto internazionale Yasser Arafat, era situato a sud della città; ha funzionato solo dal 1998 al 2001, quando è stato bombardato e demolito dall'esercito israeliano (IDF) per rappresaglia dopo l'uccisione di soldati israeliani da parte di membri di Hamas.
Nel corso degli anni Rafah è stato conosciuta come Robihwa dagli Egizi, Rafihu dagli Assiri, Rhaphía (in greco antico: Ῥαφία?) dai Greci, Raphia dai Romani, Rafiaḥ (in ebraico רפיח‎?) dagli Ebrei, Rafḥ dal califfato arabo. La traslitterazione del nome ebraico Rafiah è usata nell'inglese moderno insieme a Rafah, mentre in italiano Rafia è usato solo per la città antica.

## Sviluppo
L'accordo ottomano-britannico del 1º ottobre 1906 stabilì un confine tra il governo ottomano in Palestina e il dominio britannico in Egitto, da Taba a Rafah. Dopo la prima guerra mondiale anche la Palestina fu inclusa sotto il controllo britannico, ma il confine Egitto-Palestina fu mantenuto per controllare il movimento dei beduini locali. A partire dalla metà degli anni 1930, i britannici migliorarono il controllo delle frontiere e Rafah si sviluppò come una piccola città di confine che fungeva da centro commerciale e di servizi per la popolazione semi-stabile di beduini. Durante la seconda guerra mondiale divenne un'importante base britannica.
In seguito all'accordo di armistizio del 24 febbraio 1949, Rafah era situata nella striscia di Gaza occupata dall'Egitto e, di conseguenza, un confine Gaza-Egitto non esisteva più. Rafah poté così crescere senza prendere in considerazione il vecchio confine internazionale del 1906. Nella guerra dei sei giorni del 1967, Israele conquistò la penisola del Sinai e la striscia di Gaza dall'Egitto e tutta la città rimase sotto l'occupazione israeliana.
Il trattato di pace israelo-egiziano del 1979 restituì il Sinai, che confina con la striscia di Gaza, al controllo egiziano. Nel trattato di pace, il ricreato confine tra Gaza e l'Egitto è stato tracciato attraverso la città di Rafah. Rafah era divisa in una parte egiziana e una palestinese, dividendo le famiglie, separate da barriere di filo spinato. Le famiglie furono separate, la proprietà fu divisa e molte case e frutteti furono attraversati e distrutti dal nuovo confine, per presunte ragioni di sicurezza. Rafah divenne uno dei tre punti di confine tra Egitto e Israele.

## Società

### Evoluzione demografica
Nel 1922, la popolazione di Rafah era di 599 persone, che salì a 2 220 nel 1945. Nel 1982, la popolazione totale era di circa 10 800 abitanti.
Nel censimento palestinese del 1997, Rafah e il suo campo adiacente avevano una popolazione combinata di 91 181 abitanti, mentre il campo profughi di Tall as-Sultan era elencato a parte con ulteriori 17 141 abitanti. I rifugiati palestinesi costituivano l'80,3% dell'intera popolazione. Nel censimento del 1997, la distribuzione di genere di Rafah (insieme al campo di Rafah) era del 50,5% maschile e del 49,5% femminile.
Secondo stime palestinesi del 2006, la città di Rafah aveva una popolazione di 71 003 abitanti, mentre i campi profughi di Rafah e Tall as-Sultan ospitavano rispettivamente 59 983 e 24 418 persone.
Nel censimento del 2017 risultano vivere a Rafah 171 899 persone.

## Storia
Rafah ha una storia che risale a migliaia di anni fa. Fu registrata per la prima volta in un'iscrizione del faraone egiziano Seti I, dal 1303 a.C. come Rph, e come prima tappa della campagna del faraone Sheshonq I nel Levante nel 925 a.C. Nel 720 a.C. fu il luogo della vittoria del re assiro Sargon II sugli Egiziani e nel 217 a.C. la battaglia di Rafah fu combattuta tra il vittorioso Tolomeo IV e Antioco III (si dice che sia stata una delle più grandi battaglie mai combattute nel Levante, con oltre centomila soldati e centinaia di elefanti).
La città fu conquistata da Alessandro Ianneo e detenuta dagli Asmonei fino a quando non fu ricostruita al tempo di Pompeo e Aulo Gabinio nel 57 a.C. Rafah è menzionata in Strabone (16, 2, 31), nell'Itinerario antonino, ed è raffigurata sulla Mappa di Madaba.
Durante il periodo bizantino, Rafah era una diocesi, e vi sono state rinvenute ceramiche e monete bizantine. Rafah è stata rappresentata nel Concilio di Efeso nel 431 d.C. Rimane una sede titolare della Chiesa cattolica, ma vi resiste anche una piccola presenza greco-ortodossa.

### Dominio arabo e mamelucco
Rafah fu un'importante città commerciale durante il primo periodo arabo ed una delle città catturate dall'esercito dei Rashidun sotto il generale ʿAmr ibn al-ʿĀṣ nel 635 d.C. Sotto gli Omayyadi e gli Abbasidi, Rafah era il confine più meridionale del Jund Filastin ("Distretto della Palestina"). Secondo il geografo arabo Al-Ya'qubi, fu l'ultima città della provincia di Siria sulla strada che collegava Ramla all'Egitto.
Una comunità ebraica si stabilì in città nel IX e X secolo e di nuovo nel XII, sebbene nell'XI secolo subì un declino e nel 1080 emigrò ad Ascalona. Anche una comunità samaritana visse a Rafah in questo periodo. Come la maggior parte delle città della Palestina meridionale, l'antica Rafah aveva un approdo sulla costa (ora Tell Rafah), mentre la città principale era nell'entroterra.
Nel 1226, il geografo arabo Yaqut al-Hamawi scrive della passata importanza di Rafah nel primo periodo arabo, dicendo che era "una antica città fiorente, con un mercato, una moschea e ostelli". Tuttavia, continua dicendo che nel suo stato attuale, Rafah era in rovina, ma restava una stazione postale ayyubide sulla strada per l'Egitto dopo la vicina Deir al‑Balah.

### Periodo ottomano ed egiziano

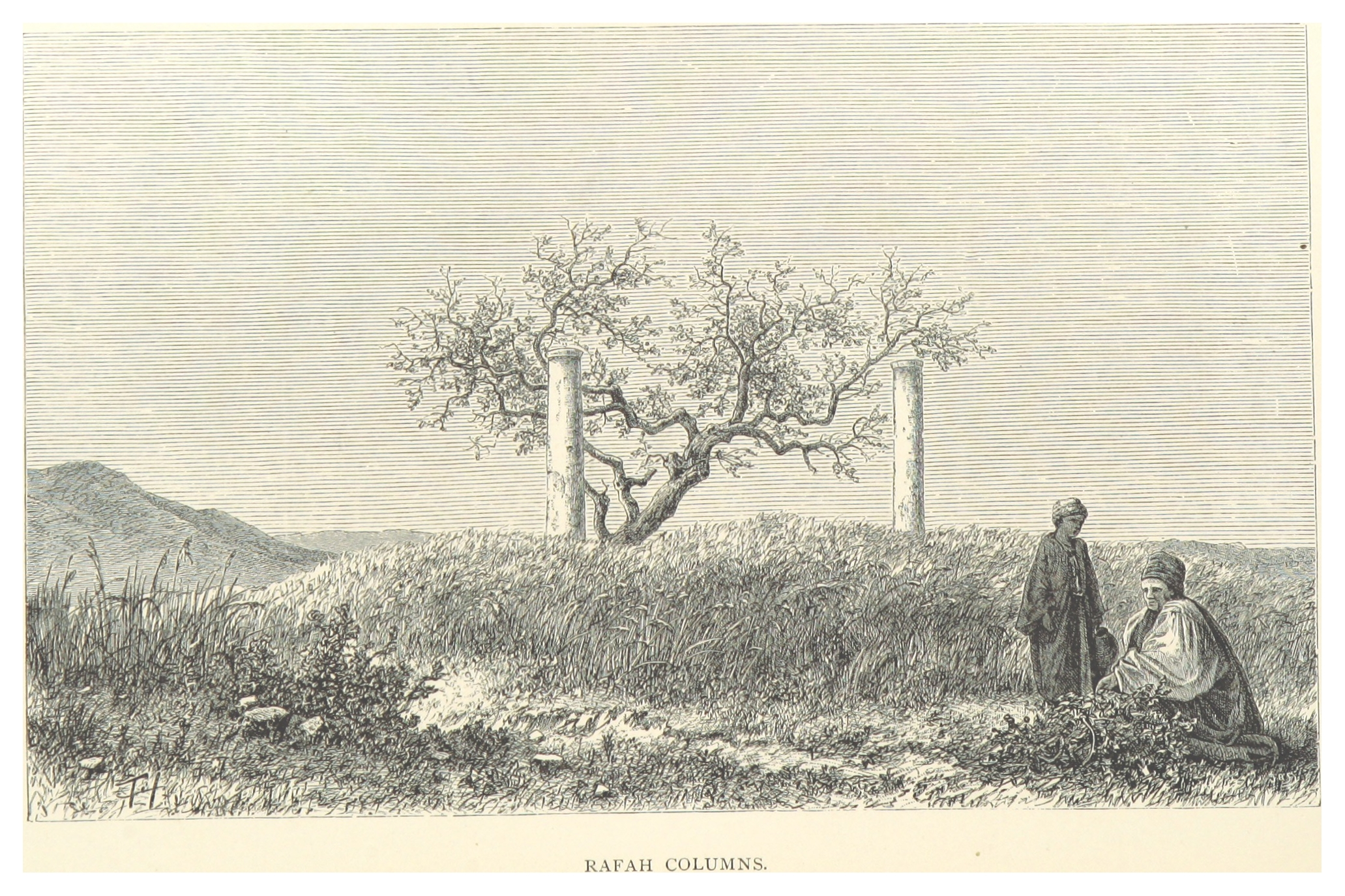
Colonne di Rafah, litografia di Ernst von Hesse-Wartegg, 1881

Rafah appare nei registri fiscali ottomani del 1596 come parte del Nahiya di Gaza del Liwa di Gazza. Aveva una popolazione di 15 famiglie, tutte musulmane, che pagavano tasse su grano, orzo, colture estive, entrate occasionali, capre e alveari.
Nel 1799, l'esercito rivoluzionario di Francia comandato da Napoleone Bonaparte passò attraverso Rafah durante la campagna d'Egitto.
Rafah era il confine tra le province di Egitto e Siria. Nel 1832, l'area passò sotto l'occupazione egiziana di Mehmet Ali, che durò fino al 1840.
L'esploratore francese Victor Guérin, che la visitò nel maggio 1863, notò due pilastri di granito che i locali chiamarono Bab el Medinet, che significa "La porta della città". Nel 1881, l'arciduca Luigi Salvatore d'Asburgo-Lorena scrisse:

### Era del mandato britannico
Nel 1917, l'esercito britannico catturò Rafah e vi installò una base per l'attacco a Gaza. La presenza delle basi dell'esercito è stata un'attrazione economica che ha riportato le persone in città.
Nel censimento del 1922 in Palestina condotto dalle autorità del Mandato britannico, Rafah aveva una popolazione di 599 abitanti, tutti musulmani, aumentati nel censimento del 1931 a 1 423, ancora tutti i musulmani, in 228 case.
Secondo le statistiche del 1945, Rafah aveva una popolazione di 2 220 abitanti, tutti musulmani, con 40 579 dunam di terra, secondo un sondaggio ufficiale sulla terra e sulla popolazione. Di questi, 275 dunam erano piantagioni e terreni irrigabili, 24 173 utilizzati per i cereali, mentre 16 131 dunam erano terreni non coltivabili.

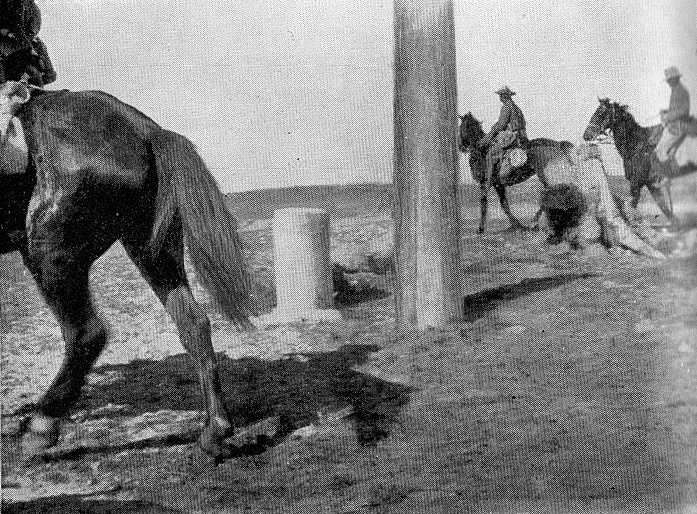
Cippo di confine tra Sinai e Palestina, 1917
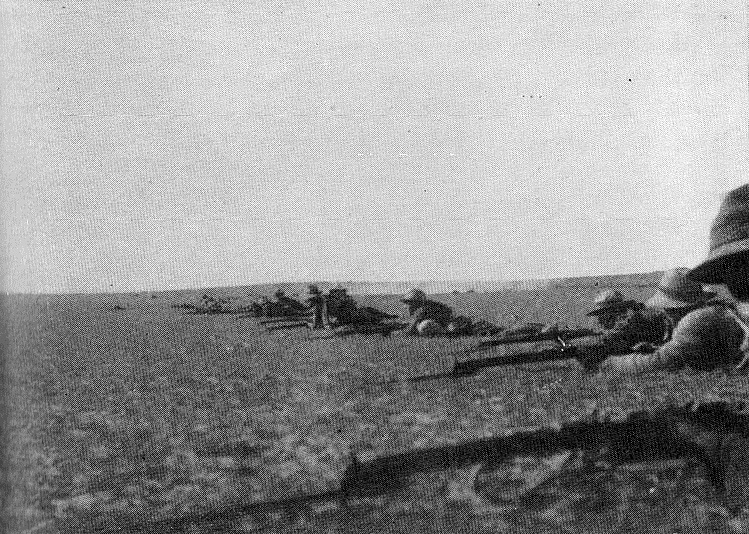
Linea di fuoco britannica alla battaglia di Rafah, 1917
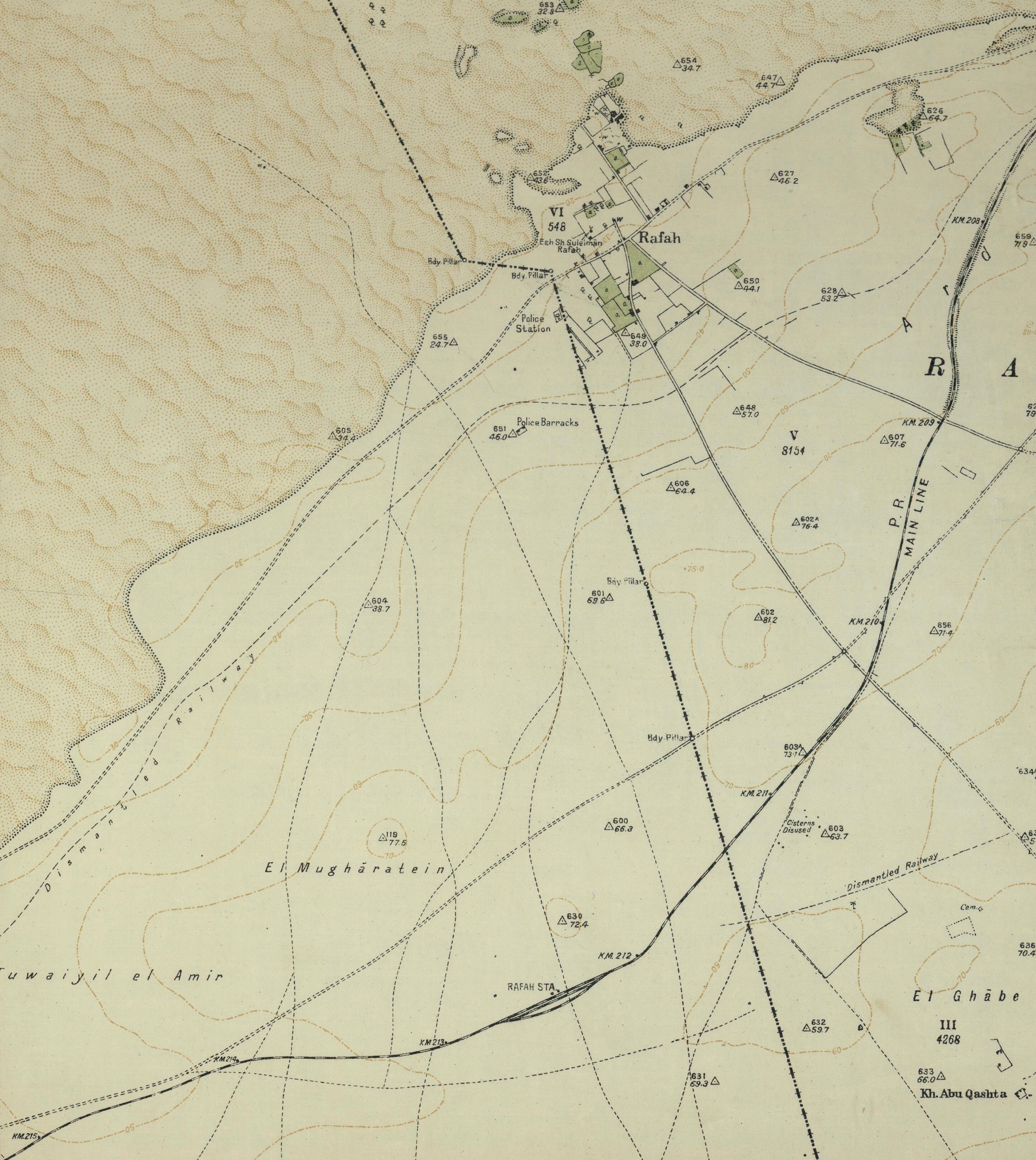
Rafah nel 1931 (1: 20.000)

### 1948-1967

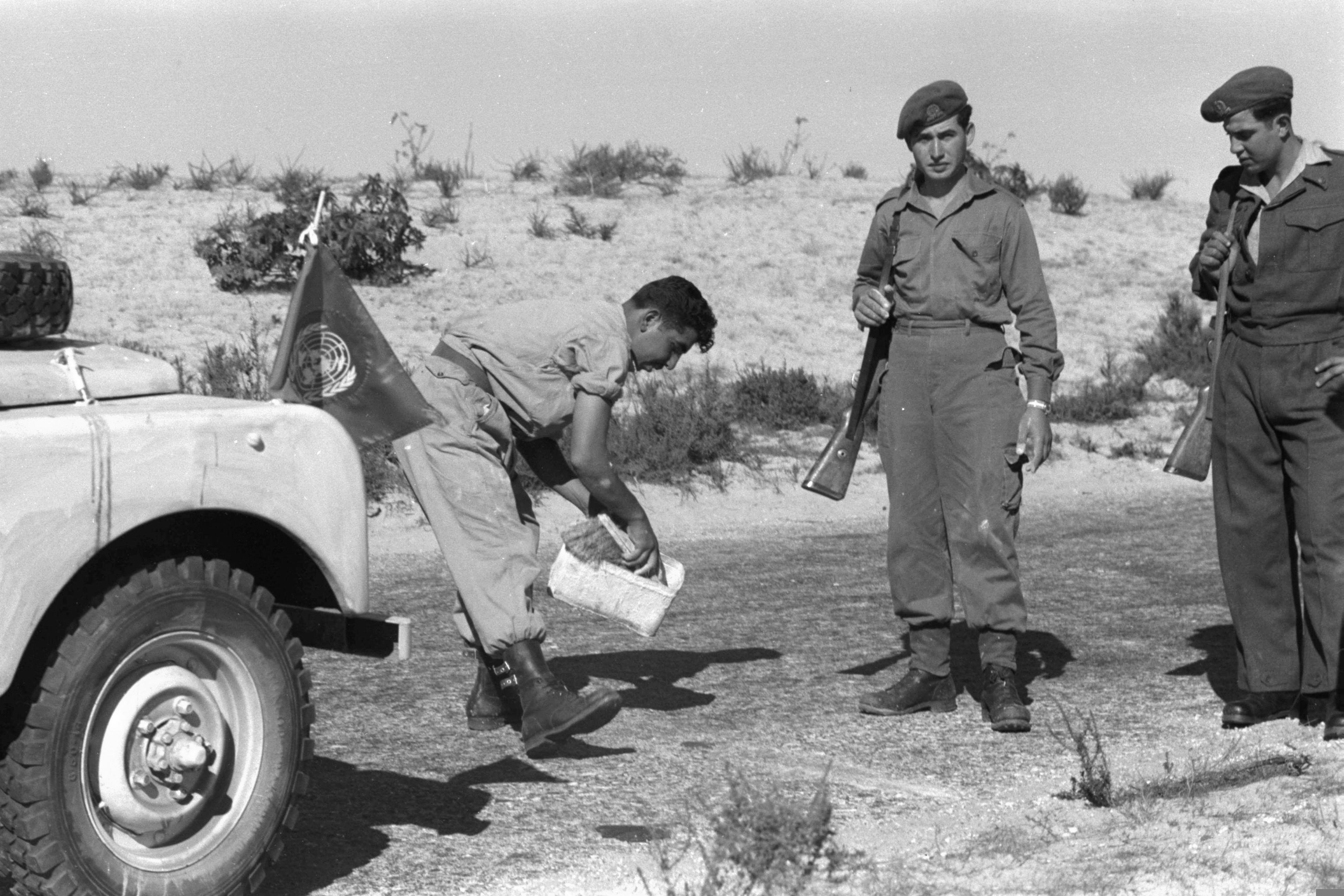
Soldati israeliani e caschi blu jugoslavi marcano la linea di contatto nel 1957

Dopo la guerra arabo-israeliana del 1948, l'Egitto governava il protettorato palestinese e vi furono istituiti campi profughi per i rifugiati della Nakba. Nella crisi di Suez del 1956 che coinvolse Israele, Regno Unito, Francia ed Egitto, 111 persone, tra cui 103 rifugiati, furono uccise dall'esercito israeliano nel campo profughi palestinese di Rafah. Le Nazioni Unite non sono state in grado di determinare le circostanze relative alle morti.
Durante la guerra dei sei giorni del 1967, le forze di difesa israeliane catturarono Rafah con la penisola del Sinai e la Striscia di Gaza. La popolazione era di circa 55 000 abitanti, di cui 11 000 vivevano nella stessa Rafah.

### Dopo il 1967

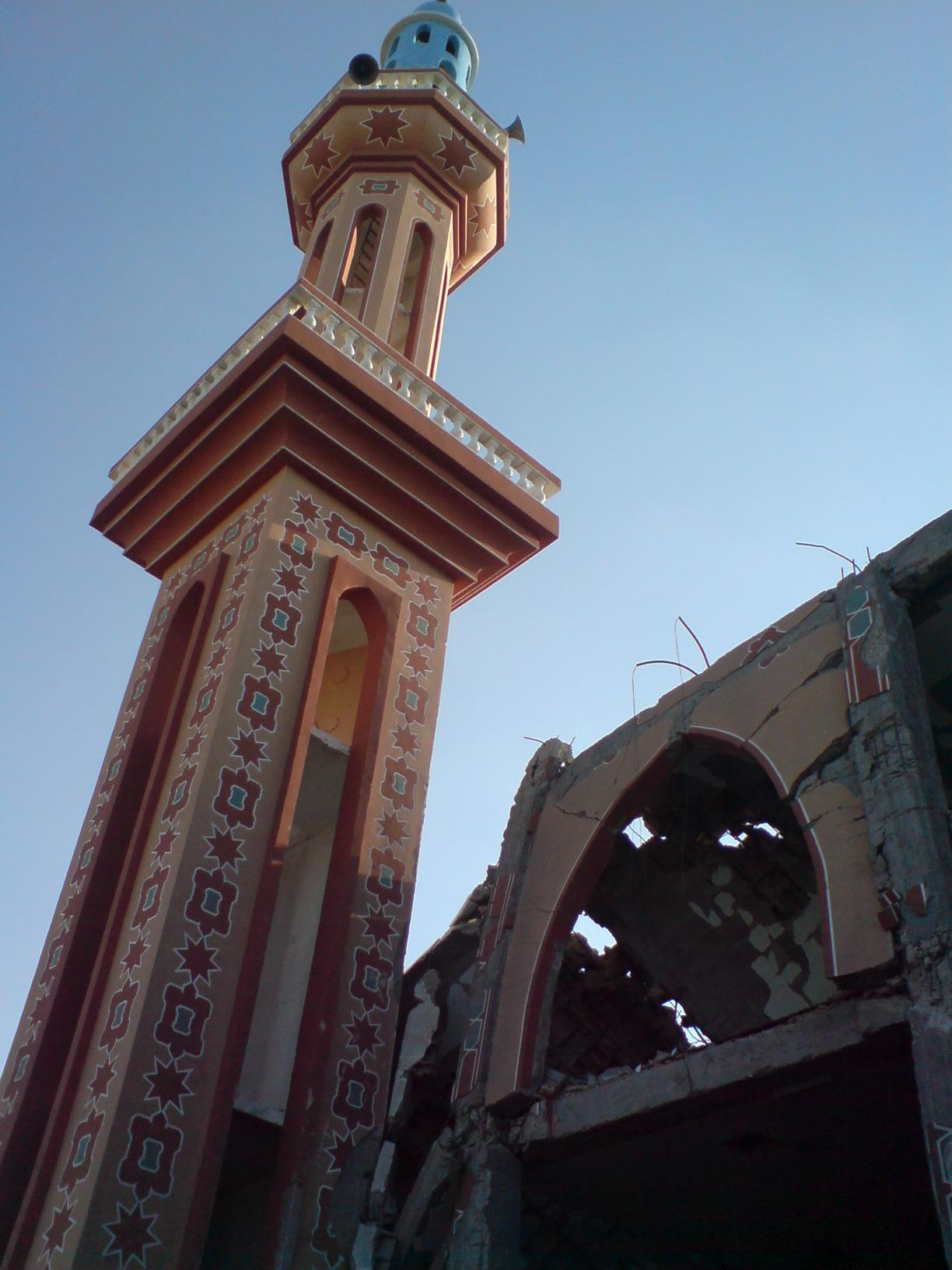
Moschea di Rafah, distrutta durante il conflitto Israele-Striscia di Gaza del 2014

Nell'estate del 1971, l'esercito israeliano, sotto il generale Ariel Sharon (allora capo del comando meridionale dell'IDF), distrusse circa 500 case nei campi profughi di Rafah al fine di creare strade di pattugliamento per le forze israeliane. Queste demolizioni hanno sfollato quasi 4 000 persone. Israele ha istituito i progetti abitativi Brazil e Canada per accogliere i rifugiati palestinesi e fornire condizioni migliori nella speranza di integrare i rifugiati nella popolazione generale e nel suo tenore di vita; Brazil si trova immediatamente a sud di Rafah, mentre Canada era appena oltre il confine nel Sinai. Il nome di tali centri abitati deriva dai caschi blu dei rispettivi paesi che avevano caserme in quei luoghi. Dopo gli accordi di Camp David del 1978 che imposero il rimpatrio dei rifugiati del centro Canada nella striscia di Gaza, il centro di Tel al-Sultan, a nord-ovest di Rafah, fu costruito per accoglierli.
Nel maggio 2004, il governo israeliano guidato da Ariel Sharon ha approvato un'altra demolizione di massa di case a Rafah, da cui Sharon ottenne il soprannome di "bulldozer".
Nel settembre 2005, Israele si ritirò dalla Striscia di Gaza ma Rafah rimase divisa, con parte della città sul lato egiziano del confine. Per far fronte alla divisione della città, i trafficanti hanno realizzato tunnel sotto il confine, collegando le due parti e permettendo il contrabbando di merci e persone.

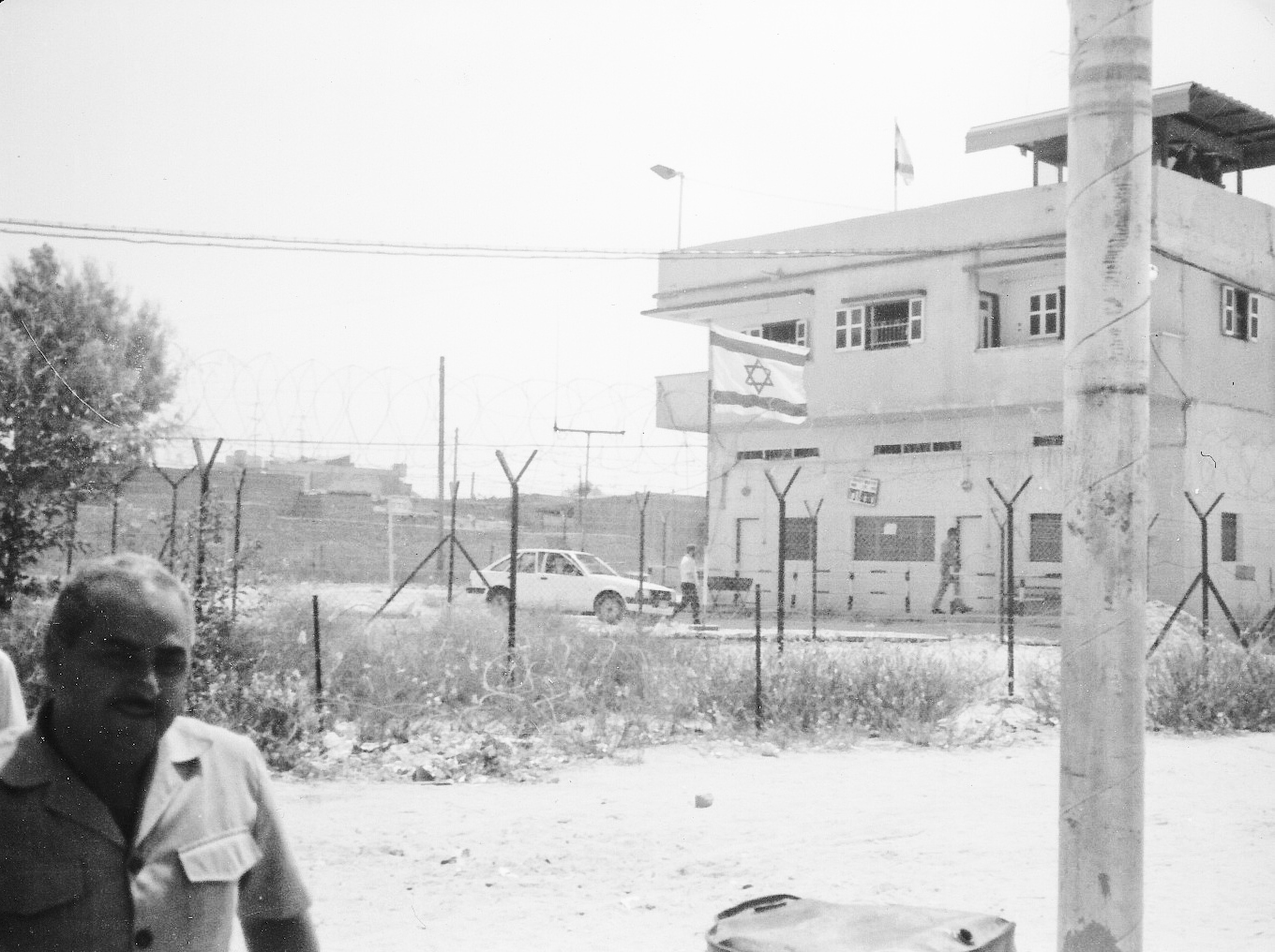
Rafah sotto controllo israeliano, 1985
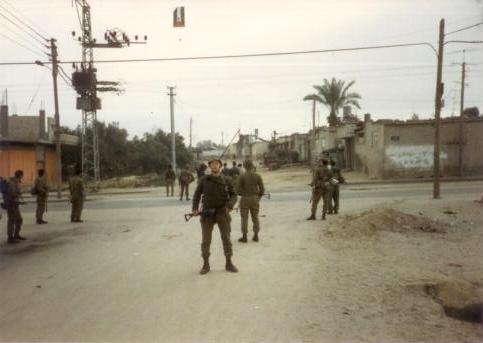
Soldati israeliani rimuovono una bandiera palestinese, 1987

## Valico confinario di Rafah

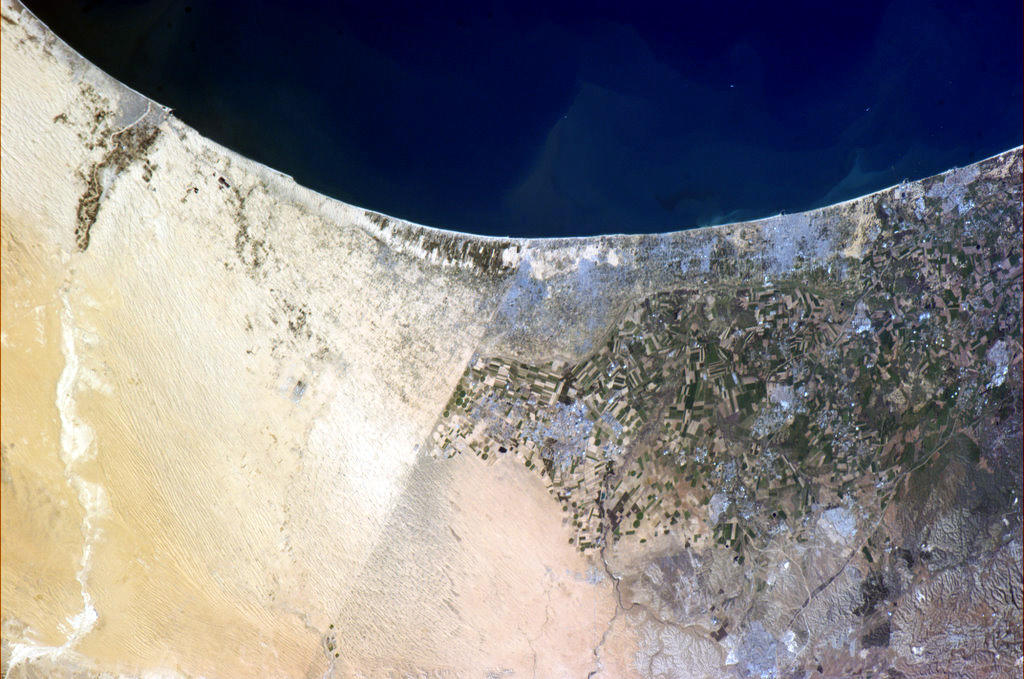
La città di Rafah, divisa dal confine in una parte egiziana e una parte gazana, si trova al centro dell'immagine

Rafah è il sito del valico di frontiera di Rafah, l'unico passaggio tra la Striscia di Gaza e l'Egitto. Precedentemente gestito dalle forze militari israeliane, il controllo del valico di confine è stato trasferito all'Autorità Nazionale Palestinese (ANP) nel settembre 2005 come parte del più ampio ritiro israeliano dalla striscia di Gaza. Una delegazione dell'Unione europea ha monitorato il valico fino all'aprile 2006, quando la guardia presidenziale del presidente dell'Autorità Palestinese Mahmūd Abbās se ne è assunta la responsabilità. Da parte egiziana, il controllo del valico è garantito dalle 750 guardie di frontiera consentite da un accordo tra Egitto e Israele. L'accordo è stato firmato nel novembre 2005 sotto pressione statunitense e specifica che è soggetto ai requisiti di sicurezza richiesti da Israele.

## Clima
Il sistema di classificazione climatica di Köppen-Geiger classifica il clima di Rafah come semi-arido caldo (BSh).

## Amministrazione

### Gemellaggi
- Pesaro